# Giorgia Bordignon
Giorgia Bordignon, née le 24 mai 1987, est une haltérophile italienne.

## Palmarès

### Championnats d'Europe
- 2018 à Bucarest
  -  Médaille d'argent en moins de 69 kg
- 2015 à Tbilissi
  -  Médaille de bronze en moins de 63 kg.